# Río Ariari
EL rio Ariari es uno de los más largos del Meta, se une con el río Guayabero para formar el río Guaviare, uno de los principales afluentes del Orinoco y por lo tanto de la cuenca del mismo.

## Geografía
El Ariari nace en la vertiente oriental de la Cordillera Oriental, en el Parque nacional natural Sumapaz fluye hacia el sureste y luego hacia el norte antes de confluir con el río Guaviare a la altura del municipio de Puerto Concordia, pocos kilómetros aguas arriba de San José del Guaviare.

## Historia
Para hablar del río Ariari las personas citan lo siguiente: «A mitad de la selva virgen y pródiga el Creador nos regó con el río grande del Ariari. Al fondo le colocó el indio que reposado vela, donde aflora la sierra Macarena. Y más allá, dibujó de corales un caño de ensueño llamado Cristales».
"El río Ariari, adicional a ser personaje de nuestro pasado y basamento de nuestro desarrollo, tiene un registro de viajeros insignes, curtidos alemanes y españoles que incursionaron en tiempos de la Conquista. Jorge de Spira (1536) y Philip von Hutten (1541) se jugaron todo en estos suelos. Se piensa como verídico que Nicolás de Federmann hizo campamento en la convergencia del río Guape con el río Ariari".
"Juan Avellaneda Temiño y su soldadesca lo atravesaron para fundar San Juan de los Llanos en 1555. Monjes franciscanos, a mitad del siglo XVIII, crearon pueblos que luego se desvanecieron. El coronel Eugenio Alvarado, marqués de Tabulosa, instauró el tránsito comercial del Ariari y el Guaviare al mediar el siglo XVII. A finales del siglo XIX, el misionero José de Calasanz Vela arribó a la convergencia de los ríos Ariari y Guayabero y prosiguió por el Guaviare hasta Venezuela". Esto nos demuestra claramente que las historia que conocemos es poco conocida realmente.
El Ariari tenía otro nombre que le habían puesto los indígenas guayupes, este nombre es eeri-éeri que significa «oro-oro», ya que se decía que al este del río cuando el sol reflejaba su brillo era similar al oro, al igual que en algunas ocasiones se encontró un poco de oro, esto aparece el libro Boquemonte.

## Subregión del Ariari
Es una subregión administrada por el departamento del Meta. Esta subregión hace parte de los territorios focalizados PDET. Los municipios por los que discurre el río Ariari y hace parte son los siguientes:

### Alto Ariari
- Cubarral
- El Castillo
- El Dorado

### Medio Ariari
- Granada
- Fuente de Oro
- Lejanías

### Bajo Ariari
- Puerto Lleras
- Puerto Rico
- Puerto Concordia

### Festival
El Ariari es reconocido por el festival de Verano del municipio de Granada, el cual se realiza normalmente el puente de reyes. Tiene actividades deportivas tales como el futbol, microfutbol, volley-playa o arena, al igual que se presentan artistas en todas las noches que dura el festival, pero su mayor atractivo turístico es la regata, esta consiste en zarpar en neumáticos desde la parte alta del río ariari más específicamente desde el cable y llegar hasta las arenas de puerto caldas.